# Veto al feo
Veto al Feo é uma telenovela equatoriana produzida e exibida pela Ecuavisa, cuja transmissão ocorreu em 2013. É uma adaptação da trama colombiana Yo soy Betty, la fea, escrita por Fernando Gaitán.

## Elenco
- Efraín Ruales - Beto
- Úrsula Strenge - Amanda